# Оболенский, Андрей Михайлович
Андре́й Миха́йлович Оболе́нский, прозвище Дурной —  князь, воевода на службе у московских князей Ивана III и Василия III. Родоначальник князей Пенинских-Оболенских.
Один из оболенских князей, сын князя Михаила Ивановича Оболенского.

## Биография
- В 1480 году с псковской ратью участвовал в походе в Лифляндию и в осаде Юрьева (Дерпта)
- В 1492 году воевода в городе Тарусе.
- В 1500 году участвовал в бракосочетании князя Холмского с дочерью Ивана III — Феодосьей, находился у саней великой княгини.
- В 1512 году при нашествии крымских царевичей на Белёвские места, был на Угре, воеводой левой руки.
- В 1513 году во время похода Василия III на Смоленск, находился с запасной ратью на реке Угре, прикрывая южные рубежи.
- В 1520 году воевода в городе Туле.